# 多勃里·朱罗夫
多勃里·马林诺夫·朱罗夫（英語：Dobri Marinov Dzhurov，1916年1月5日—2002年6月17日），是保加利亚共产党中央政治局委员、保加利亚国防部部长、大将军衔，1938年入党，二战时期的游击队司令，毕业于苏联伏龙芝军事学院。